# 岩井隆之
岩井 隆之（いわい たかゆき、本名：岩井 靖久 (いわい やすひさ)、1953年5月30日 - ）は、大分県宇佐市出身の元プロ野球選手（内野手）・コーチ・監督。

## 来歴・人物
津久見高では2年次の1970年、遊撃手として、1年上のエース浜浦徹と共に春の選抜に出場するが、2回戦で後に大学、プロでは同僚となる高浦美佐緒のいた千葉商に敗退。同年夏は中九州大会決勝で大分商の小川清一に抑えられ、甲子園出場を逸する。3年次の1971年には春の選抜に同期の橘健治を主戦投手として2年連続出場するが、1回戦で県岐阜商に敗れる。同年夏は県大会準決勝で、鶴崎工の藤沢哲也に完封を喫し敗退。
卒業後は1972年に法政大学に進学し、1年次の同年から遊撃手として出場。東京六大学リーグでは3年次の1974年秋季にエース江川卓を擁して優勝し、同年の明治神宮大会では、決勝で後に大洋に同期入団することになる中大の田村政雄に完封を喫し準優勝。4年次の1975年秋季ではベストナイン（遊撃手）に選出され、同年には第4回日米大学野球選手権大会日本代表となる。主に遊撃手としてリーグ通算95試合に出場し、330打数86安打、打率.261、5本塁打、38打点。同期に中西清治、1学年下に高代延博らがおり、中西・高代は共に日本ハムで同僚となる。
1975年のドラフト2位で大洋ホエールズに入団。大洋では山下大輔らの壁を破れず、もっぱら守備固めに起用され、真価は発揮できなかった。当時の控え選手について、根性（練習）の大久保弘司、野球センス（技術）の清水透、頭脳の岩井と並び称された。1978年に登録名を岩井隆之に改名し、1982年に加藤俊夫とのトレードで日本ハムファイターズに移籍。1983年から頭角を現し、菅野光夫、榊原良行と二塁手のレギュラーを争う。1984年には大学後輩である高代の前半欠場もあって遊撃手のレギュラーとなり、規定打席（12位）に到達し打率.286の成績を残すなど活躍したが、規定打席に到達したにもかかわらず勝利打点が0に終わるという珍記録を達成している。1985年は高代の復帰に伴い二塁手に戻るが、白井一幸の台頭により出場機会は減少、1988年限りで現役を引退。
引退後は日本ハムのスカウト（1989年 - 1990年）を務め、木村拓也をドラフト外で発掘。
日本ハム退団後は大洋→横浜に復帰し、二軍守備・走塁コーチ（1991年 - 1992年, 1996年）、二軍内野守備・走塁コーチ（1993年 - 1995年）、一軍内野守備・走塁コーチ（1997年 - 1999年）→スカウト（2000年 - 2003年）→二軍「湘南シーレックス」監督（2004年 - 2006年）を歴任。
二軍コーチ時代は投手から野手転向した石井琢朗を内野手として鍛え上げ、石井は岩井のノックを受けているうち、グラブをはめた左の掌はたちまち紫色に変色。繰り返し正確にポケットで捕球していたら、人差し指の付け根あたりが内出血して腫れ上がってしまった。石井があまりにも熱心であったためか、石井をマンツーマンでノックしていた岩井もとうとう腰を痛めてしまった。
一軍コーチ時代の1998年には38年ぶりのリーグ優勝・日本一に貢献し、スカウト時代は九州を担当して、同郷で法大に進学予定であった内川聖一らの獲得に尽力。
2007年に日本ハムへ復帰しスカウトに転身した。中島卓也、近藤健介を担当した。
2017年シーズンからは日本ハムの2軍内野守備コーチに就任。
同年12月27日、日本ハム退団と福岡ソフトバンクホークスアマスカウト（九州地区担当）就任が発表された。
2022年限りでソフトバンクを退団した。

## 詳細情報

### 年度別打撃成績
| 年 度      | 球 団      | 試 合 | 打 席 | 打 数 | 得 点 | 安 打 | 二 塁 打 | 三 塁 打 | 本 塁 打 | 塁 打 | 打 点 | 盗 塁 | 盗 塁 死 | 犠 打 | 犠 飛 | 四 球 | 敬 遠 | 死 球 | 三 振 | 併 殺 打 | 打 率 | 出 塁 率 | 長 打 率 | O P S |
| ---------- | ---------- | ----- | ----- | ----- | ----- | ----- | -------- | -------- | -------- | ----- | ----- | ----- | -------- | ----- | ----- | ----- | ----- | ----- | ----- | -------- | ----- | -------- | -------- | ----- |
| 1976       | 大洋       | 12    | 9     | 9     | 1     | 3     | 0        | 0        | 0        | 3     | 0     | 0     | 0        | 0     | 0     | 0     | 0     | 0     | 3     | 0        | .333  | .333     | .333     | .667  |
| 1977       | 大洋       | 20    | 16    | 14    | 2     | 0     | 0        | 0        | 0        | 0     | 0     | 0     | 0        | 0     | 0     | 2     | 0     | 0     | 5     | 0        | .000  | .125     | .000     | .125  |
| 1978       | 大洋       | 69    | 60    | 56    | 13    | 18    | 2        | 0        | 1        | 23    | 6     | 0     | 0        | 1     | 0     | 3     | 0     | 0     | 14    | 2        | .321  | .356     | .411     | .767  |
| 1979       | 大洋       | 4     | 6     | 6     | 3     | 2     | 0        | 0        | 1        | 5     | 1     | 0     | 0        | 0     | 0     | 0     | 0     | 0     | 1     | 0        | .333  | .333     | .833     | 1.167 |
| 1980       | 大洋       | 40    | 28    | 27    | 5     | 4     | 1        | 0        | 0        | 5     | 1     | 0     | 2        | 0     | 1     | 0     | 0     | 0     | 8     | 0        | .148  | .143     | .185     | .328  |
| 1981       | 大洋       | 13    | 13    | 10    | 1     | 2     | 0        | 0        | 0        | 2     | 0     | 0     | 0        | 1     | 0     | 0     | 0     | 2     | 1     | 0        | .200  | .333     | .200     | .533  |
| 1982       | 日本ハム   | 28    | 40    | 32    | 4     | 3     | 0        | 0        | 0        | 3     | 2     | 1     | 3        | 2     | 0     | 4     | 0     | 2     | 4     | 1        | .094  | .237     | .094     | .331  |
| 1983       | 日本ハム   | 58    | 111   | 104   | 14    | 27    | 6        | 1        | 3        | 44    | 11    | 5     | 0        | 5     | 0     | 1     | 0     | 1     | 13    | 2        | .260  | .274     | .423     | .697  |
| 1984       | 日本ハム   | 125   | 415   | 371   | 49    | 106   | 14       | 1        | 7        | 143   | 34    | 11    | 4        | 16    | 4     | 22    | 0     | 2     | 40    | 7        | .286  | .326     | .385     | .711  |
| 1985       | 日本ハム   | 95    | 208   | 181   | 24    | 40    | 6        | 1        | 9        | 75    | 25    | 1     | 3        | 11    | 0     | 15    | 0     | 1     | 29    | 4        | .221  | .284     | .414     | .699  |
| 1986       | 日本ハム   | 41    | 50    | 44    | 6     | 6     | 1        | 0        | 1        | 10    | 1     | 0     | 1        | 1     | 0     | 0     | 0     | 5     | 7     | 3        | .136  | .224     | .227     | .452  |
| 1987       | 日本ハム   | 41    | 90    | 77    | 7     | 22    | 3        | 0        | 1        | 28    | 14    | 1     | 2        | 10    | 0     | 3     | 0     | 0     | 13    | 3        | .286  | .313     | .364     | .676  |
| 1988       | 日本ハム   | 11    | 20    | 19    | 2     | 2     | 0        | 0        | 0        | 2     | 1     | 0     | 0        | 0     | 0     | 1     | 0     | 0     | 4     | 2        | .105  | .150     | .105     | .255  |
| 通算：13年 | 通算：13年 | 557   | 1066  | 950   | 131   | 235   | 33       | 3        | 23       | 343   | 96    | 19    | 15       | 47    | 5     | 51    | 0     | 13    | 142   | 24       | .247  | .293     | .361     | .654  |

### 記録
- 初出場：1976年5月7日、対広島東洋カープ5回戦（川崎球場）、3回裏に田村政雄の代打として出場
- 初打席：同上、3回裏に佐伯和司の前に三振
- 初安打：1976年10月18日、対阪神タイガース26回戦（阪神甲子園球場）、9回表に上田卓三から
- 初先発出場：1976年10月22日、対広島東洋カープ25回戦（川崎球場）、8番・遊撃手として先発出場
- 初打点：1978年4月9日、対阪神タイガース3回戦（阪神甲子園球場）、4回表に江本孟紀から
- 初本塁打：1978年4月21日、対中日ドラゴンズ4回戦（横浜スタジアム）、7回裏に三沢淳からソロ

### 背番号
- 32 （1976年 - 1979年）
- 3 （1980年 - 1981年）
- 35 （1982年 - 1988年）
- 79 （1991年 - 1999年、2004年 - 2006年）
- 71 （2017年）

### 登録名
- 岩井 靖久 （いわい やすひさ、1976年 - 1977年）
- 岩井 隆之 （いわい たかゆき、1978年 - ）